# A játékos (film, 1992)
A játékos (eredeti cím: The Player) 1992-ben bemutatott amerikai szatirikus fekete komédia, amelyet Robert Altman rendezett. A forgatókönyvet Michael Tolkin írta, 1988-as, The Player című regénye alapján. A főszerepben Tim Robbins, Greta Scacchi, Fred Ward, Whoopi Goldberg, Peter Gallagher, Brion James és Cynthia Stevenson látható. A filmet az Amerikai Egyesült Államokban 1992. április 10-én mutatták be, Magyarországon DVD-n jelent meg szinkronizálva.
A játékos számos filmes utalást és hollywoodi viccet tartalmaz, valamint 65 híresség is megjelenik cameoszerepben. A film három jelölést kapott a 65. Oscar-gálán: legjobb rendező, legjobb adaptált forgatókönyv és legjobb vágás. A film két Golden Globe-díjat is nyert: a legjobb film (vígjáték vagy musical) és a legjobb férfi főszereplő (zenés film vagy vígjáték) Robbinsnak.

## Rövid történet
Egy hollywoodi filmstúdió vezetője megöl egy feltörekvő forgatókönyvírót, akiről azt hiszi, hogy halálos fenyegetéseket küld neki.

## Cselekmény
Griffin Mill egy hollywoodi stúdió vezetője, aki Bonnie Sherow-val, a szerkesztőjével jár. Griffin meghallgatja a forgatókönyvíróktól érkező történeteket, és eldönti, hogy melyek azok, amelyekből filmet lehet készíteni, és az évi 50.000 beérkezett pályázatból csak 12-nek ad zöld utat. Állása veszélybe kerül, amikor a feltörekvő sztorivezető Larry Levy a stúdióban kezd dolgozni. Mill halálos fenyegető levelezőlapokat is kap, amelyekről azt feltételezik, hogy egy olyan forgatókönyvírótól származnak, akinek a pályázatát elutasította.
Mill azt feltételezi, hogy az elégedetlen író David Kahane. Kahane barátnője, June Gudmundsdottir elmondja Millnek, hogy Kahane a Rialto Színházban van Pasadenában. Mill úgy tesz, mintha felismerné Kahane-t az előcsarnokban, és felajánl neki egy forgatókönyvírói szerződést, remélve, hogy ez majd megállítja a fenyegetéseket. Egy közeli bárba mennek, ahol Kahane berúg, és visszautasítja Mill ajánlatát; Millt hazugnak nevezi, és tovább piszkálja a stúdióban betöltött biztos állása miatt. A bár parkolójában a két férfi összeverekszik. Mill túl messzire megy, és egy sekély víztócsába fojtja Kahane-t, miközben azt kiabálja: „Tartsd meg magadnak!”. Mill ezután megrendezi a bűntényt, hogy úgy tűnjön, mintha egy elfuserált rablás történt volna.
Másnap, miután Mill elkésik egy megbeszélésről, és megzavarodik, a stúdió biztonsági főnöke, Walter Stuckel szembesíti őt a gyilkossággal, és azt mondja, hogy a rendőrség tudja, hogy ő volt az utolsó, aki élve látta Kahane-t. Beszélgetésük végén Mill faxot kap zaklatójától. Mill tehát rossz embert ölt meg, és a zaklató ezt nyilvánvalóan tudja. Mill részt vesz Kahane temetésén, és beszélgetésbe elegyedik Gudmundsdottirral. Avery és DeLongpre nyomozók arra gyanakodnak, hogy Mill bűnös a gyilkosságban. 
Mill képeslapot kap a zaklatótól, aki azt javasolja, hogy találkozzanak egy hotel bárjában. Míg Mill várakozik, két forgatókönyvíró, Tom Oakley és Andy Sivella sarokba szorítja, akik a Habeas Corpus című jogi drámát ajánlják neki, amelyben nem szerepelnek nagy sztárok, és amelynek vége lehangoló. Mivel Mill nincs egyedül, a zaklatója nem jelenik meg. Miután elhagyja a bárt, Mill kap egy faxot a kocsijába, amelyben azt tanácsolják neki, hogy nézzen be az esőkabátja alá. Egy dobozban egy élő csörgőkígyót talál, és rémülten leüti az esernyőjével.
Mill elmondja Gudmundsdottirnak, hogy a halálközeli élménye rádöbbentette, hogy érzéseket táplál iránta. Mivel aggódik, hogy Larry Levy továbbra is beleszól a munkájába, Mill meghívja a két írót, hogy mutassák be neki a Habeas Corpus című filmet, és meggyőzi Levyt, hogy a film Oscar-jelölt lehet. Mill terve az, hogy hagyja, hogy Levy végigvezesse a filmet a gyártáson, és az megbukjon. Mill az utolsó pillanatban lép közbe, és néhány változtatást javasol, hogy megmentse a film bevételeit, így visszaszerezheti a pozícióját a stúdióban. Miután meggyőzte Sherow-t, hogy New Yorkba utazzon a stúdió ügyei miatt, Mill elviszi Gudmundsdottirt egy hollywoodi díjátadó bankettre, és kapcsolatuk kivirágzik.
Miután Sherow szembesíti Millt a Gudmundsdottirral való kapcsolatáról, Mill két író előtt ridegen megszakítja a kapcsolatukat. Mill elviszi Gudmundsdottirt egy elszigetelt kaliforniai Desert Hot Springs üdülőhelyre, ami gyógyfürdő is. Mill és Gudmundsdottir szeretkezése közben Mill bevallja a Kahane meggyilkolásában játszott szerepét, amire Gudmundsdottir azzal válaszol, hogy szereti őt. 
Mill ügyvédje tájékoztatja, hogy a stúdió vezetőjét, Joel Levisont kirúgták, és hogy a pasadenai rendőrség azt akarja, hogy Mill részt vegyen egy rendőrségi szembesítésen. Egy szemtanú jelentkezik, de nem tudja azonosítani Millt.
Egy évvel később a stúdió hatalmi szereplői a Habeas Corpus végét nézik, egy új, rátapadt, vidám hollywoodi befejezéssel és híres színészekkel a főszerepekben. Mill terve, hogy megmentse a filmet, bevált, és ő a stúdió vezetője. Gudmundsdottir most Mill felesége, és terhes a gyermekével. Sherow tiltakozik a film új befejezése ellen, és Levy kirúgja. Mill visszautasítja őt, amikor fellebbez a felmondás ellen nála. Mill telefonon keresztül kap egy ajánlatot Levytől és egy férfitől, aki a képeslapírónak adja ki magát. A férfi egy olyan stúdióigazgatóról szóló ötletet dob be, aki megöl egy írót, és megússza a gyilkosságot. Mill le van nyűgözve, és üzletet ajánl az írónak, ha garantálja a happy endet, amelyben a vezető boldogan él az író özvegyével. Az író szerint a film címe: A játékos.

## Szereplők
| Színész           | Szerep                 | Magyar hang        |
| ----------------- | ---------------------- | ------------------ |
| Tim Robbins       | Griffin Mill           | Kőszegi Ákos       |
| Greta Scacchi     | June Gudmundsdottir    | Vándor Éva         |
| Fred Ward         | Walter Stuckel         | Kiss Gábor         |
| Whoopi Goldberg   | Susan Avery nyomozó    | Pálos Zsuzsa       |
| Peter Gallagher   | Larry Levy             | Csankó Zoltán      |
| Brion James       | Joel Levison           | Barbinek Péter     |
| Cynthia Stevenson | Bonnie Sherow          | Spilák Klára       |
| Vincent D’Onofrio | David Kahane           | Holl Nándor        |
| Dean Stockwell    | Andy Sivella           | Papp János         |
| Richard E. Grant  | Tom Oakley             | Kerekes József     |
| Sydney Pollack    | Dick Mellon            | Szokolay Ottó      |
| Lyle Lovett       | Paul DeLongpre nyomozó | Németh Gábor       |
| Dina Merrill      | Celia                  | Menszátor Magdolna |
| Gina Gershon      | Whitney Gersh          | Biró Anikó         |
| Jeremy Piven      | Steve Reeves           | Izsóf Vilmos       |

Cameoszerepek
- Adam Simon
- Buck Henry
- Anjelica Huston
- John Cusack
- Harry Belafonte
- Jeff Goldblum
- Julia Roberts
- Burt Reynolds
- Charles Champlin
- Scott Glenn
- Lily Tomlin
- Malcolm McDowell
- Andie MacDowell
- Bruce Willis
- Peter Falk

## A film készítése
Altmannak az 1970-es években meggyűlt a baja a hollywoodi stúdiórendszerrel, miután számos stúdiófilmje (McCabe és Mrs. Miller, A hosszú búcsú) pénzt veszített, vagy a kritikusok dicsérete és a kultikus rajongás ellenére nem talált közönséget. Altman az 1970-es évek végén és az 1980-as években továbbra is a stúdiókon kívül dolgozott, gyakran kis költségvetésű projekteket vagy filmes színdarabokat készített, hogy életben tartsa karrierjét. 
Bár a filmet nem egy nagy stúdió, hanem a Fine Line Features forgalmazta (az FLF a New Line Cinema egyik részlege volt), a Játékos volt Altman visszatérése a hollywoodi filmiparban. A filmkészítés új korszakát nyitotta meg, és Raymond Carver rövid történeteinek adaptációjával, a Rövidre vágva (1993) című filmmel folytatta.

## Fordítás
- Ez a szócikk részben vagy egészben  a   The Player (1992 film) című angol Wikipédia-szócikk fordításán alapul.  Az eredeti cikk szerkesztőit annak laptörténete sorolja fel. Ez a jelzés csupán a megfogalmazás eredetét és a szerzői jogokat jelzi, nem szolgál a cikkben szereplő információk forrásmegjelöléseként.